# Rudolf Gröger (Manager)

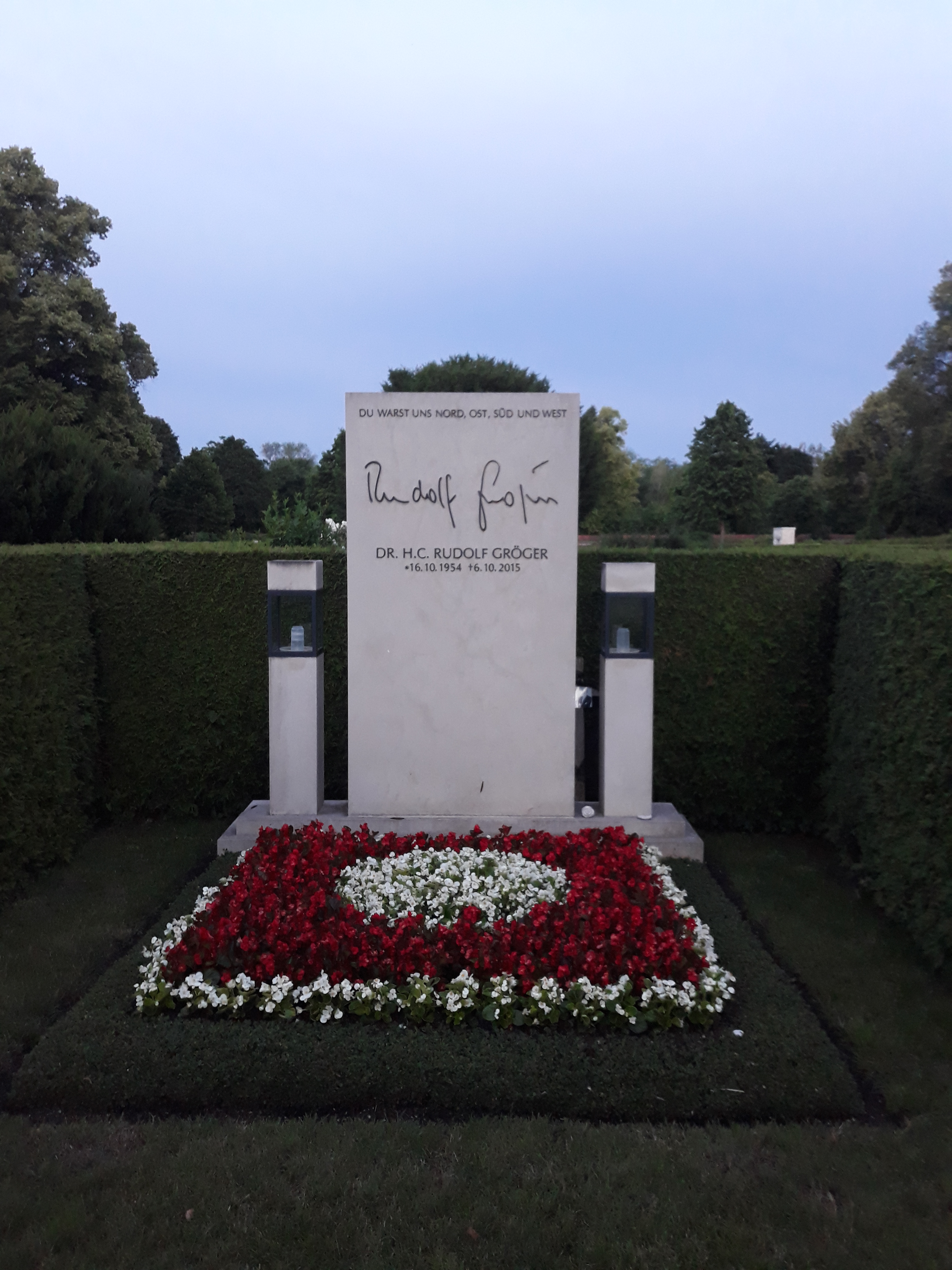
Das Grab von Rudolf Gröger auf dem Nordfriedhof (München)

Rudolf „Rudi“ Gröger (* 16. Oktober 1954 in München; † 6. Oktober 2015 ebenda) war ein deutscher Manager und Hochschulpräsident. Er war von 2001 bis 2007 Chief Executive Officer (CEO) von O₂ Deutschland und Vorstandsmitglied der O₂ Group sowie Mitglied des O₂ Board Telefonica S.A. Er war von 2009 bis zu seinem Tode Präsident der Munich Business School.

## Leben
Rudolf Gröger war von 1996 bis 1998 Sprecher der Geschäftsleitung Deutschland der Siemens AG sowie der Sparte Information & Communication Products und der SNI AG/Siemens Business Services. Ab 1999 arbeitete er für die Deutsche Telekom AG in Bonn als Sprecher der Leitung des Geschäftsbereiches Informations- und Kommunikationssysteme, bis er schließlich 2001 Geschäftsführer der T-Systems und dort zuständig für Vertrieb, Landesgesellschaften und Business Lines wurde. Im selben Jahr übernahm er des Weiteren die Geschäftsführung im Vertrieb der debis Systemhaus GmbH, verantwortlich auch hier für Internationales und Business Lines. 
2001 wurde CEO bei O₂ (Germany), seit April 2003 saß er auch im Vorstand von O₂ plc – der britischen Muttergesellschaft von O₂ (Germany). Am 1. Oktober 2007 wechselte er als Vorsitzender in das neu gegründete Supervisory Committee. Seinen Posten als Vorsitzender der Geschäftsführung übernahm der Spanier Jaime Smith Basterra. Im selben Jahr gründete er den Mobilfunkdiscounter Snoog Mobile, der 2010 in Insolvenz ging.
Seit 2003 Vorlesungen an der Technischen Universität München. 2006 wurde Gröger „in Anerkennung seiner herausragenden Leistungen in der betrieblichen Führungspraxis insbesondere bei der Zusammenführung von technischem und betriebswirtschaftlichem Wissen in den Bereichen Innovation, strategische Unternehmensführung und betrieblicher Wandel“ von der Fakultät für Wirtschaftswissenschaften der TU München die Ehrendoktorwürde verliehen.
2008 forderte er als Präsident des DVB-H-Konsortiums Mobile 3.0 ein Verkaufsverbot von DVB-T-Handys, um damit die kostenlose Alternative zu dem bis zu diesem Zeitpunkt nicht erfolgreichen DVB-H-Angebot der Mobilfunknetzbetreiber zu unterdrücken.
Gröger wurde 2009 Präsident der Munich Business School.
Er engagierte sich als Wissenschaftlich-Technischer Beirat (WTB) der Bayerischen Staatsregierung und der Bayerischen Forschungsstiftung. Er war Internetbeirat der Bayerischen Staatsregierung.
Gröger starb in der Nacht zum 6. Oktober 2015.

## Auszeichnungen und Mitgliedschaften
- 2003: National Leadership Award des Economic Forum
- 2005: Horizont Award als „Unternehmer des Jahres“
- 2005: Bayerische Verdienstorden
- 2006: Ehrendoktorwürde der TU München